# هانس مارتنز
هانس مارتنز (بالألمانية: Hans Martens)‏ هو منافس ألعاب قوى ألماني، ولد في 30 أكتوبر 1911 في كيل في ألمانيا، وتوفي بنفس المكان في 6 يونيو 1970.

## وصلات خارجية
- هانس مارتنز على موقع أوليمبيديا (الإنجليزية)